# La figlia del deserto
La figlia del deserto és una òpera seria en italià en tres actes i un pròleg amb música i text del català Josep Frexas, estrenada al Gran Teatre del Liceu de Barcelona el 16 de febrer de 1854.

## Context
La figlia del deserto, fins on se sap, l'única òpera del compositor Josep Frexas, un compositor que també va compondre sarsuela. Es tracta de la primera òpera amb música d'un català representada al Liceu, tot i no ser la primera d'un compositor resident a Catalunya: la temporada anterior, el 26 de febrer de 1853, s'havia estrenat la sarsuela La tapada del Retiro del menorquí Nicolau Manent, considerada una òpera en alguns documents. Per a la segona representació al Liceu, la del dia 6 de març de 1854, Josep Frexas va modificar el darrer acte de l'obra, retallant la durada de l'acte en suprimir algunes escenes.
L'obra, estrenada sent empresari del Liceu el francès Charles Duchâteau, fou rebutjada en saber-se que l'autor, un músic autodidacta, n'havia encarregat l'harmonització a altres músics. En aquest sentit el compositor va incloure un avís als diaris del dia de l'estrena: "la creació lírica ha estat harmonitzada per distingits professors d'aquesta capital i arranjada sota la meva inspiració per un digne harmonista d'aquesta ciutat".
Per tal de contestar el rebuig generalitzat, Josep Frexas va publicar el gener de 1855 un llibre en defensa seva, sota el títol Historia de la ejecución de la ópera titulada "La figlia del deserto" con un sucinto análisis razonado de la misma (Barcelona, 1854). Aquesta polèmica no va impedir l'estrena de l'òpera al Teatre Principal de Barcelona uns anys després, el març de 1859.

## Personatges
| Paper | Tessitura | Intèrprets de l'estrena 16 de febrer de 1854 (dir: Gabriel Balart) |
| --- | --------- | ------------------------------------------------------------------ |
| Felip II, rei d'Espanya | baríton   | Antonio Superchi                                                   |
| Edelvina, jove africana | soprano   | Amalia Corbari                                                     |
| Isabel, princesa d'Èboli | soprano   | Catalina Mas i Porcell                                             |
| Fernando, príncep hereu | tenor     | Ettore Irfrè                                                       |
| Marquès de Posa | baix      | Agustí Rodas                                                       |
| Duc d'Alba | baix      | Eugenio Hordan                                                     |
| Marquesa de Mondecar, dama d'honor de la princesa d'Èboli                                                                                     | soprano   | Josefa Gorriche                                                    |
| Marquès de Mondecar | baríton   | Josep Obiols                                                       |
| Belfedel, àrab confident d'Edelvina |           | Luis Venturi                                                       |
| President del Tribunal Inquisitorial |           |                                                                    |
| Un cavaller de Palau | tenor     | Luigi De Bezzi                                                     |
| Un àrab, confident de Fernando |           |                                                                    |
| Olgora, cap tribal |           |                                                                    |
| Cors, comparses, àrabs, caps i soldats espanyols, dames, grans d'Espanya, cavallers i jutges, inquisidors, patges, guàrdies i gent en general |           |                                                                    |